# World Wrestling Alliance (Bob Geigel)
World Wrestling Alliance (WWA), zuvor Heart Of America (HOA), war der Name einer US-amerikanischen Wrestling-Promotion, die ihren Sitz Kansas City (Kansas) hatte. Gesellschaftsträger war All Star Wrestling, Inc. und letzter Head Booker und Major Promotor war Robert „Bob“ Frederick Geigel.

## Geschichte

### 1930–1948
Die Geschichte von HOA beginnt etwa um 1930, als in Louisville (Missouri) von Georg Simpson und Orville Brown im Rahmen der National Wrestling Association (NWA) das Veranstaltungsbanner Midwest Wrestling Association (MWA) aufgestellt wurde und das seinen offiziellen Sitz in Kansas City hatte.
Im Januar 1940 überwarf sich MWA mit dem BOD der damaligen NWA, was dem autoritären Führungsstil Tom Packs’ geschuldet war, welcher dem BOD vorstand und die gesamte Organisation wie ein Syndikat leitete. Brown gelang es, einige lokale Wrestlingveranstalter auf seine Seite zu ziehen, und es wurde begonnen, erstmals Tournaments unter dem Banner „National Wrestling Alliance“ zu veranstalten.

### 1948–1963
George Simpsons war einer der Wrestlingveranstalter, die am 14. Juli 1948 von Paul „Pinkie“ George eingeladen wurden und welcher stellvertretend für Orville Brown an der Generalversammlung einer künftigen, von der National Wrestling Association unabhängigen National Wrestling Alliance (NWA) teilnahm.
MWA wurde auf diesem Treffen als Major Promotion für das von dieser kontrollierten Gebiet eingesetzt und etwas später in die Central States Wrestling, Inc. (CSW) reorganisiert. Diese Gesellschaft begann zügig, ihre Veranstaltungen lokal unter dem Banner CSW und überregional als NWA Central States Wrestling zu veranstalten. Deren Firmensitz wurde offiziell dem NWA Iowa Office, nachdem sich die Gründung eines eigenständigen NWA Kansas Office wegen des Einspruchs Georges zerschlagen hatte, unterstellt und galt nun als lokale Anlaufstelle interessierter Wrestler.
1958 kaufte sich Bob Geigels Gesellschaft Heart Of America Sports Attractions, Inc. in die CSW ein und dieser begann in seiner damals bekannten wie berüchtigten Rolle als Shoot Promotor die Anteile anderer regionaler Wrestlingveranstalter aufzukaufen. Zum offenen Bruch des damaligen CSW BODs führte der Streit von 1963 um das Territorium Missouri, wobei Geigel sich mit Simpson und Brown überwarf.

### 1963–1986
Noch 1963 erzwang Geigel gerichtlich den Verkauf von Browns Anteilen an ihn und so wurde dieser neben Simpson bis Ende der 1960er-Jahre Co-Promotor von CSW, wo er im BOD Simpson langsam in die Bedeutungslosigkeit drängte. Auf Geigels Anraten reorganisierte sich CSW als Heart Of America/Central States Wrestling Inc. in das neue Banner NWA Heart Of America/Central States Wrestling und als sich Simpson aus gesundheitlichen Gründen aus dem Geschäft zurückzog, übernahm Geigel die alleinige Leitung über die Trägergesellschaft.

### 1986–1988
Im Sommer 1986 übernahm Geigel die Presidency der NWA, gliederte im Oktober gleichen Jahres die bisher selbstständige NWA All Star Wrestling, Inc. in seine Firma ein und begann im September 1986 mit den Jim Crockett Promotions Verhandlungen über die Veräußerung seiner Firma an diese. Doch war Geigels Rolle innerhalb der NWA nicht unumstritten: Er trat bereits 1987 als NWA-Präsident zurück und verließ den damaligen Wrestling-Marktführer im Streit. Im Laufe dieses Jahres stellte Geigel mit der World Wrestling Alliance (WWA) einen mit der NWA konkurrierenden Wrestling-Dachverband auf, der zuvor auch in Südkalifornien (ehemals NWA Hollywood) und Illinois tätig war. Die Namensrechte an WWA kaufte Geigel von den bisherigen Veranstaltern auf und die von ihm geführte WWA deklarierte den Wrestler Mike George zum World Heavyweight Wrestling Champion und Geigel erwarb seine bisherigen Geschäftsanteile von Heart Of America/Central States Wrestling noch 1987 von Jim Crockett Jr. zurück.
WWA mit Geigels neuer Trägergesellschaft All Star Wrestling, Inc. versuchte vergeblich, erfolgreich in den Independent Circle eingebunden zu werden, was v. a. dem Führungsstil Geigels geschuldet war. Es war allgemein bekannt, dass sich dieser nicht immer an abgeschlossene Verträge hielt und stets darauf bedacht war, seinen Einfluss stetig auszubauen.
Im Oktober 1988 stellte Geiger die Veranstaltungsbanner Heart Of America und World Wrestling Alliance ein und er zog sich endgültig aus dem Wrestlinggeschäft zurück: Geiger arbeitete nun als Sicherheitsbeauftragter für Woodlands Race Track in Kansas City.